# Marta Postuła
Marta Monika Postuła (ur. 1976) – polska ekonomistka, profesor nauk społecznych o specjalności finanse publiczne.

## Wykształcenie
Jest absolwentką Prywatnej Wyższej Szkole Businessu i Administracji w Warszawie (1999). Jej pierwsza praca badawcza dotyczyła analizy programów reformy finansów publicznych w Polsce i stała się podstawą rozprawy doktorskiej „Zarządzanie finansami publicznymi w Polsce w warunkach transformacji i integracji gospodarczej”, przygotowanej pod kierunkiem Grzegorza Kołodki, którą obroniła w 2007 w Szkole Głównej Handlowej w Warszawie.
Prowadzone po doktoracie badania, oprócz licznych publikacji dotyczących efektywności zarządzania środkami publicznymi, znalazły odzwierciedlenie w rozprawie habilitacyjnej „Racjonalizacja wydatków publicznych a podstawowe funkcje państwa”. Postępowanie habilitacyjne zostało przeprowadzone i pozytywnie zakończone w 2013 na Uniwersytecie Ekonomicznym w Krakowie.
16 września 2020 odebrała z rąk prezydenta Rzeczypospolitej Polskiej Andrzeja Dudy tytuł profesora nauk społecznych przyznany 28 lutego 2020.
Odbyła również staże zagraniczne, m.in. w Instytucie Współpracy Międzynarodowej Ministerstwa Finansów Japonii (1999).
Posiada złożony z wynikiem pozytywnym egzamin na audytora wewnętrznego w jednostkach sektora finansów publicznych, egzamin na urzędnika państwowego, egzamin dla kandydatów członków rad nadzorczych w spółkach Skarbu Państwa (2000).

## Działalność naukowa i zawodowa
W latach 1999–2015 pracowała w Ministerstwie Finansów, przechodząc całą ścieżkę kariery od podreferendarza w Wydziale Rynku Pracy i Sektora Gospodarstw Domowych w Departamencie Polityki Finansowej, Analiz i Statystyki do dyrektora Departamentu Reformy Finansów Publicznych (departament ten kilkukrotnie zmieniał nazwę).
W latach 2015–2016 była dyrektorem Departamentu Transportu Kolejowego i zastępcą dyrektora Departamentu Rozwoju Kolei w Ministerstwie Infrastruktury i Budownictwa.
Członkini zespołu doradczego do oceny wniosków o przyznanie stypendiów ministra właściwego do spraw szkolnictwa wyższego i nauki dla studentów i wybitnych młodych naukowców.
Była członkiem rad nadzorczych spółek: Banku Gospodarstwa Krajowego, Agencji Zarządu Nieruchomości i Rozwoju Regionalnego Sp. z o.o., Azoty-Adipol S.A., PL.2012, PL.2012+, SKM Trójmiasto oraz PKP Intercity.
W latach 2022–2024 była doradcą zarządu ds. zrównoważonego rozwoju w Domu Maklerskim Banku Ochrony Środowiska. Od 12 kwietnia 2024 r. pierwsza wiceprezes zarządu w Banku Gospodarstwa Krajowego.
Od 2013 współpracuje z Akademią Leona Koźmińskiego w Warszawie, w której jest członkiem zespołu badawczego Centrum Badawczego Transformacji, Integracji i Globalizacji TIGER.
Od 2014 jest związana z Wydziałem Zarządzania UW, gdzie pełni liczne funkcje, m.in. kierownika Katedry Finansów i Rachunkowości. Członkini Komisji Senackiej ds. Finansowych UW w kadencji 2020-2024.
Członkini Komitetu Nauk o Finansach Polskiej Akademii Nauka na lata 2024–2027.
Jest autorką ponad 155 publikacji naukowych z dziedziny ekonomii, w szczególności finansów publicznych.
Wiosną 2025 Postuła została objęta ochroną osobistą przez Żandarmerię Wojskową decyzją Ministra Obrony Narodowej, w związku z incydentami określonymi przez służby jako „zagrażające jej bezpieczeństwu” oraz kluczową rolą w przetargach zbrojeniowych jako wiceprezes BGK.

## Ważniejsze publikacje
- Green Finance in the European Union, Marta Postuła, Mariusz Lipski, Routledge, London 2025.
- Public Financial Management in the European UnionPublic Finance and Global Crises, Routledge, London 2022.
- Polityka społeczno-gospodarcza w UE. Finanse na poziomie krajowym, europejskim i globalnym, Wydawnictwo Naukowe PWN, Warszawa 2019.
- Finanse publiczne w architekturze współczesnej gospodarki. Teoria a polska praktyka gospodarcza, Difin, Warszawa 2017.
- Instrumenty zarządzania finansami publicznymi, Wydawnictwo Wydziału Zarządzania Uniwersytetu Warszawskiego, Warszawa 2015.
- Racjonalizacja wydatków publicznych a podstawowe funkcje państwa, Wydawnictwo SGGW, Warszawa 2012.
- W tyglu naszych finansów, Wydawnictwo Wyższej Szkoły Przedsiębiorczości i Zarządzania im. Leona Koźmińskiego, Warszawa 2007 (książka wydana na podstawie przygotowanej rozprawy doktorskiej)[13].